# Sandro Cardoso dos Santos
Sandro Cardoso dos Santos ou simplesmente Sandro (São Paulo, 22 de março de 1980), é um ex-futebolista brasileiro que atuava como atacante.

## Carreira
Jogou pela Seleção Brasileira de Futebol Sub-19.
Após dois anos na Portuguesa Santista, se transferiu para o futebol asiático em 2001, quando foi jogar no Suwon Bluewings, na Córeia do Sul, e foi o artilheiro da K-League, com 17 gols em 33 jogos.
Entre 2003 e 2004, atuou no Japão pelo JEF United Chiba. Na segunda temporada, marcou 10 gols em 26 jogos.
Em 2013, atuou pela equipe do Santo André.